# 都会的早晨
《都会的早晨》是1933年上映的中国无声故事片，由联华影业公司出品，蔡楚生编导，周克摄影，王人美、高占非、袁丛美等主演。